# Judy Blume
Judith Sussman, más conocida bajo el seudónimo de Judy Blume (Elizabeth, Nueva Jersey; 12 de febrero de 1938) es una autora de novelas para niños y jóvenes adultos estadounidense.

## Biografía
Nació en el 12 de febrero de 1938 en Elizabeth, Nueva Jersey. Sus padres son Esther y Ralph Sussman y tiene un hermano mayor llamado David.
En 1956, se graduó de la escuela secundaria de Battin. Al año siguiente, se matriculó en la Universidad de Boston, en Massachusetts. Sin embargo, se trasladó a la Universidad de Nueva York y se graduó en ella en 1961 con un diploma en la pedagogía.
Primeramente, escribió novelas sobre los retos del crecimiento. Algunos de sus libros más populares son ¿Estás ahí Dios? Soy yo, Margaret, La Ballena, Forever y Tiger Eyes.[2] Muchos de sus libros fueron considerados en la lista de Best seller de Nueva York (tres fueron “best sellers” durante un período de tiempo). Más de 75 millones de copias de sus libros se han vendido y sus obras han sido traducidos en 26 idiomas.
En 1996, recibió el premio de Margaret Edwards de la Asociación de Bibliotecas Americanas, debido a sus obras para los adolescentes.
En 1995, ella le diagnosticó con el cáncer al cuello uterino. Ella tuvo una histerectomía para evitar la difusión de la dolencia. Sin embargo, en 2012, ella anunció al público que tiene cáncer de mama. Está recibió la quimioterapia como tratamiento a partir del invierno de 2013.

## Carrera
En 1969, publicó su primer libro, The One in the Middle is the Green Kangaroo.
Entre 1970 y 1974, publicó cuatro libros en total: Estás ahí Dios? Soy yo, Margaret., Tales of a Fourth Grade Nothing, Otherwise Known as Sheila the Great y La Ballena. Después de publicar estas novelas, empezó a escribir libros para una generación más vieja.
Sus novelas más populares son Wifey (1978), Smart Women (1983), y Summer Sisters (1998).  Todas estaban en la lista de Best seller del New York Times.
Ha publicado 28 libros en total. 

## Matrimonios y descendencia
En el 15 de agosto de 1959, ella se casó con John M. Blume. Tuvieron dos hijos, Randy y Lawrence. John y Judith se separaron en 1975 y se divorciaron en 1976. Ese mismo año se casó con Thomas A. Kitchens, pero se divorciaron en 1978. Durante el siguiente década, Blume se encontró con George Cooper En 1987, se casó con Cooper, quien es su actual marido, con quien vive en los Cayos de Florida. Teniendo tres hijos y un nieto.

## Obras en español
La siguiente es una lista de sus libros que han sido traducidos al español: 
- Jugo de Pecas[14]
- Sheila la Magnífica[15]
- Superfudge[16]
- Fudge-a-Mania''[17]
- Doble Fudge[18]
- La Ballena[19]
- ¿Estás ahí Dios? Soy yo, Margaret.[20]
- Quizá no lo haga[21]
- Mujeres Audaces[22]
- Amigas de Verano[23]